# Acanthosoma haemorrhoidale
Espèce
Acanthosoma haemorrhoidale, la punaise de l'aubépine ou punaise ensanglantée, est une espèce d'insecte hétéroptère (punaise) de la famille des Acanthosomatidae, la seule espèce du genre Acanthosoma rencontrée en Europe.

## Description
En plus des caractéristiques des Acanthosomatidae, elle présente un corps épais et large de 13 à 18 mm (ce qui la distingue des Elasmostethus européens, qui ne dépassent pas 12 mm). Couleurs : verdâtre et brun rouge, connexivum et membrane de l'hémélytre unicolores, mais l'adulte devient plus sombre avant l'hibernation. Les antennes sont noires, (le dernier article grisâtre), ce qui permet également de la distinguer des Elasmostethus. Tarses de 2 articles. Scutellum vert triangulaire, ne couvrant pas tout l'abdomen. Angles huméraux du pronotum très saillants et marqués de rouge. Pointe du 3e sternite dépassant les hanches médianes vers l'avant. Lame de la carène mésosternale atteignant le bord antérieur du prosternum vers l'avant. 

## Biologie
C'est un hémiptère phytophage des arbres et des arbustes, en particulier aux alentours de zones humides. Il se nourrit principalement des fruits de divers arbustes, notamment des aubépines ; les adultes qui ont passé l'hiver et les juvéniles mangent des feuilles au printemps. On peut l'observer d'avril à octobre.
Il n'y a qu'une seule génération par an. L'adulte passe l'hiver sous les feuilles mortes.

## Répartition et habitat

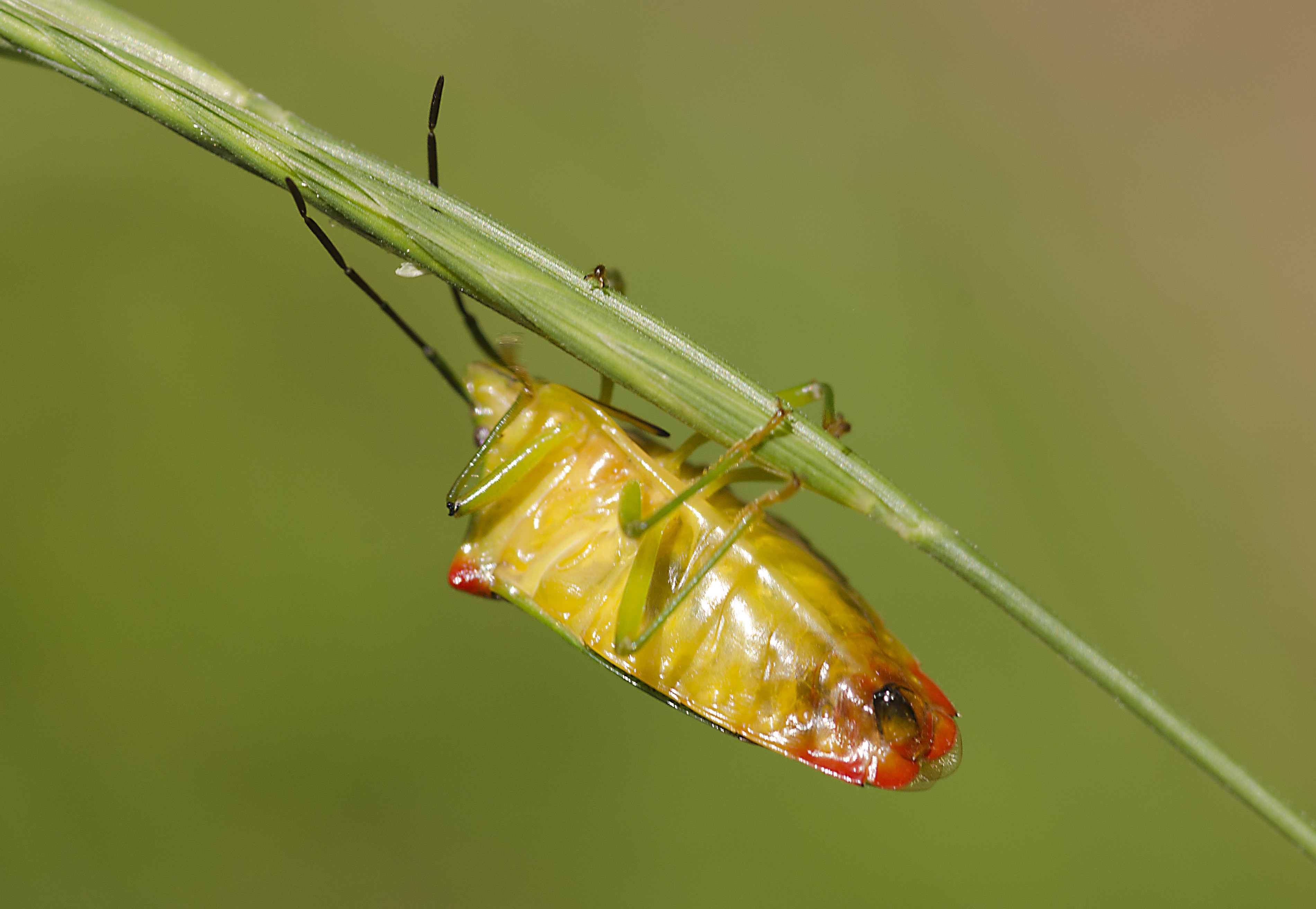
Punaise de l'aubépine, face ventrale

La punaise de l'Aubépine est une espèce eurosibérienne, présente dans toute l'Europe, du Portugal jusqu'en Russie. Elle est plus rare vers le nord, et son habitat est moins fréquent dans la zone méditerranéenne. 
En Écosse, elle est en extension: vue pour la première fois en 1946, on compte 15 observations entre 1950 et 1990, une 50aine entre 1990 et 2000, et une 60aine entre 2000 et 2008: elle est dorénavant bien établie dans le Sud et le Centre. Elle a même été observée aux Shetland en 2002 et 2005.

### Habitat
Elle se rencontre dans les forêts claires de feuillus, les lisières de bois humides, les clairières, les landes arbustives. Elle se reproduit principalement sur les Rosaceae arbustives, telles qu'aubépine, sorbier des oiseleurs, alisier blanc, mais se rencontre également sur chêne sessile, chêne pédonculé, noisetier, bouleau, etc.

## Classification
Il existe quatre sous-espèces reconnues,:
- Acanthosoma haemorrhoidale formosanum Tsai & Rédei, 2015
- Acanthosoma haemorrhoidale haemorrhoidale (Linnaeus, 1758)
- Acanthosoma haemorrhoidale angulatum Jakovlev, 1880
- Acanthosoma haemorrhoidale ouchii Ishihara, 1950

## Galerie

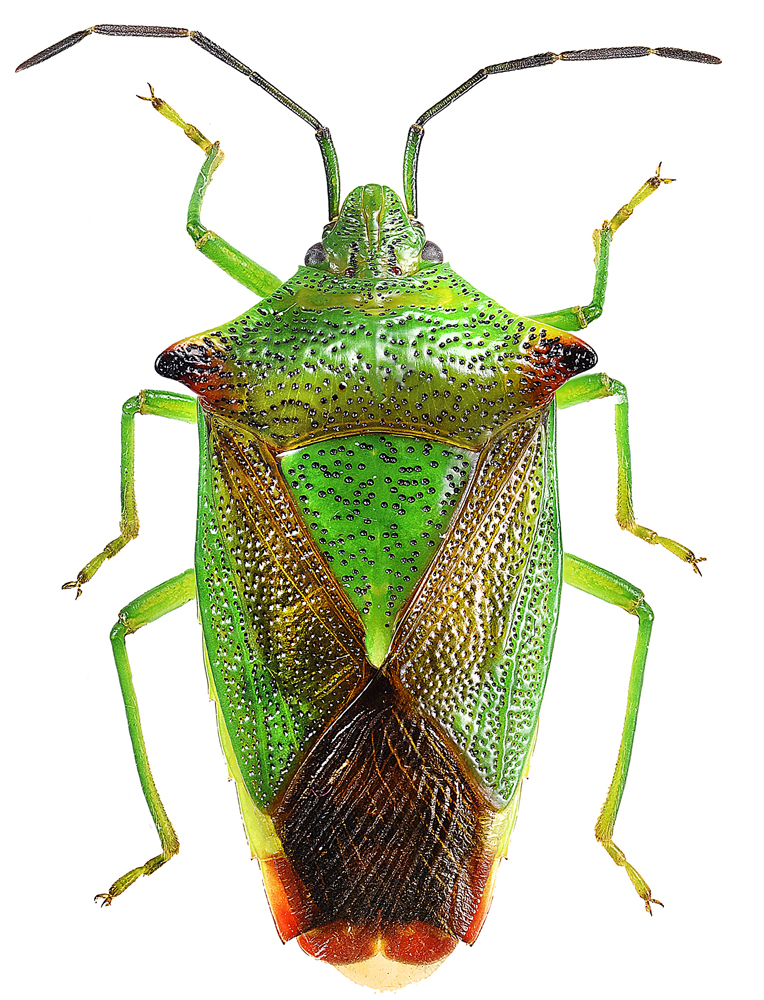
Adulte, vue dorsale
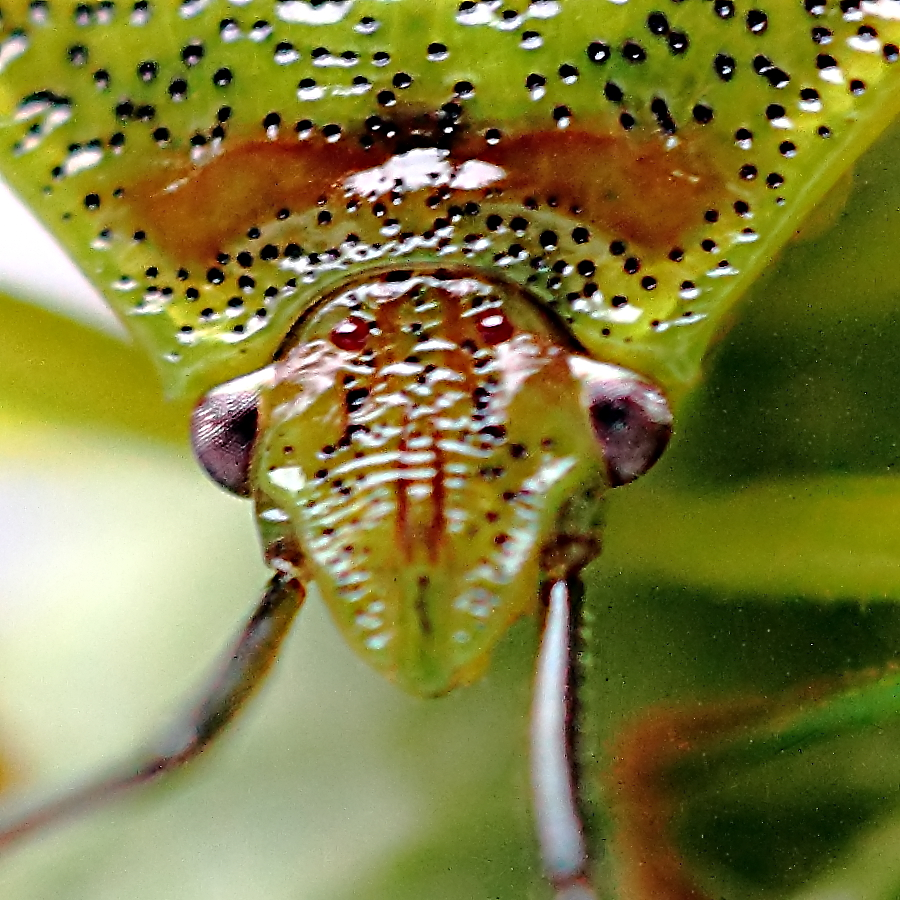
Tête
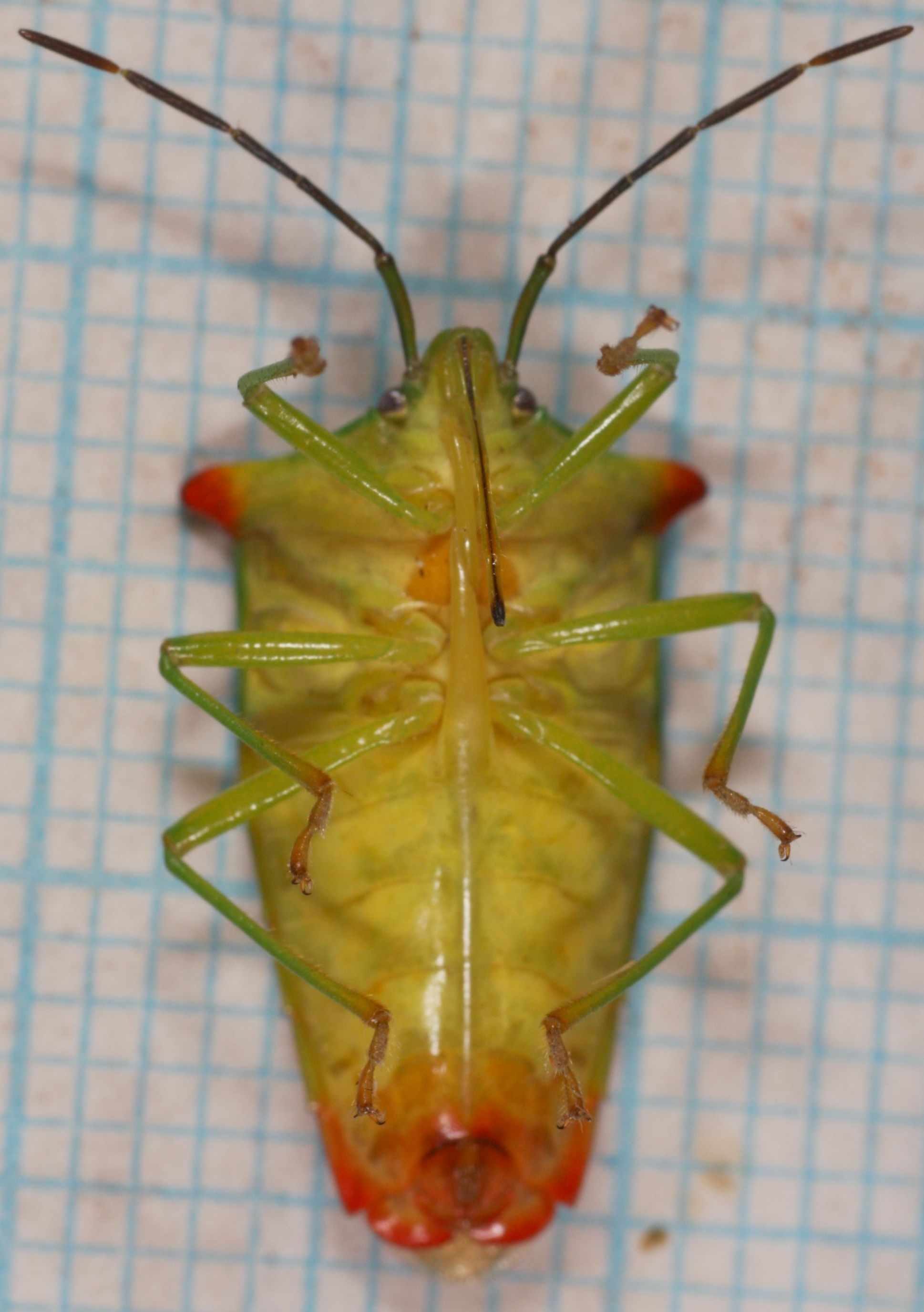
Face ventrale
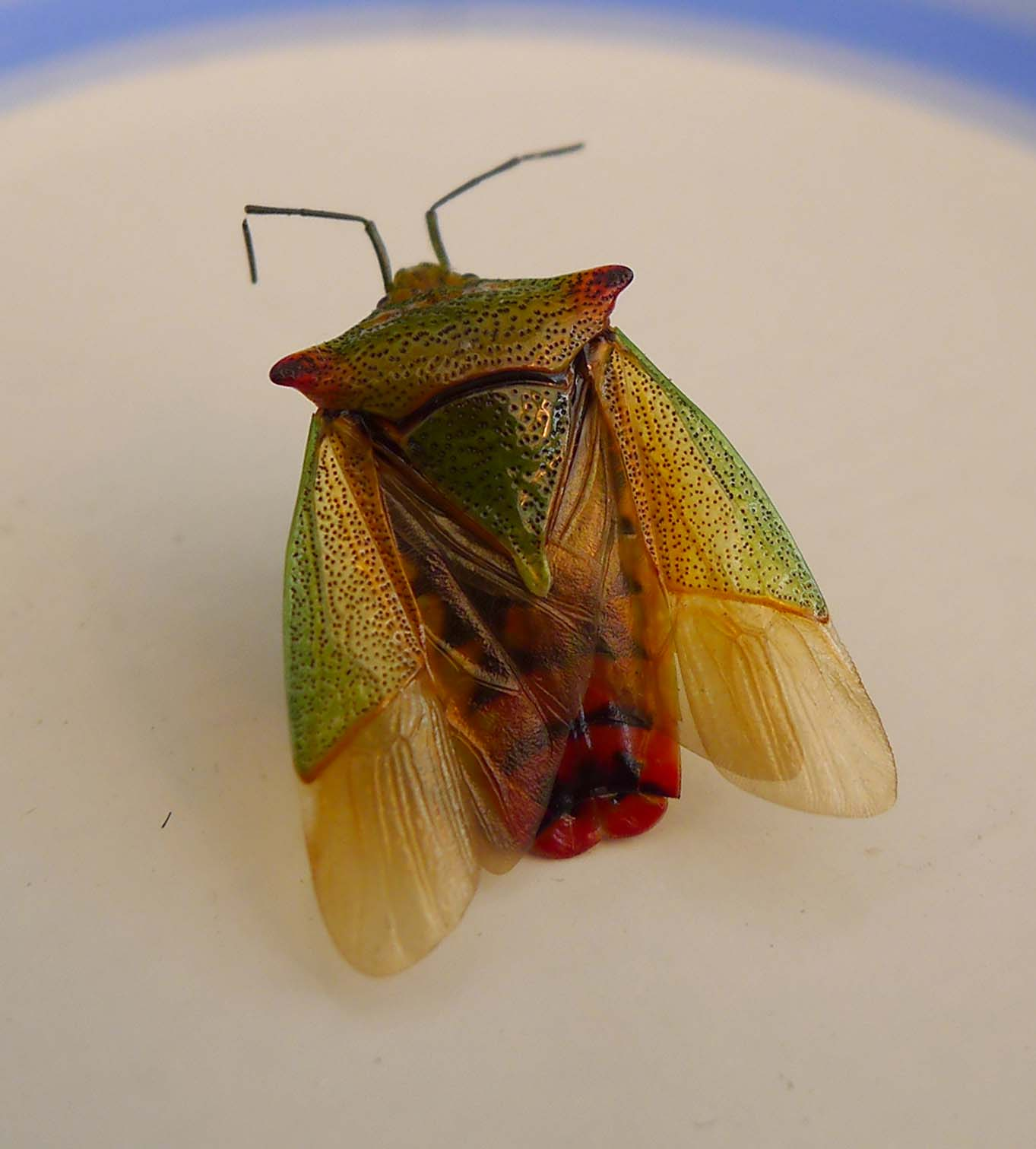
Ailes écartées
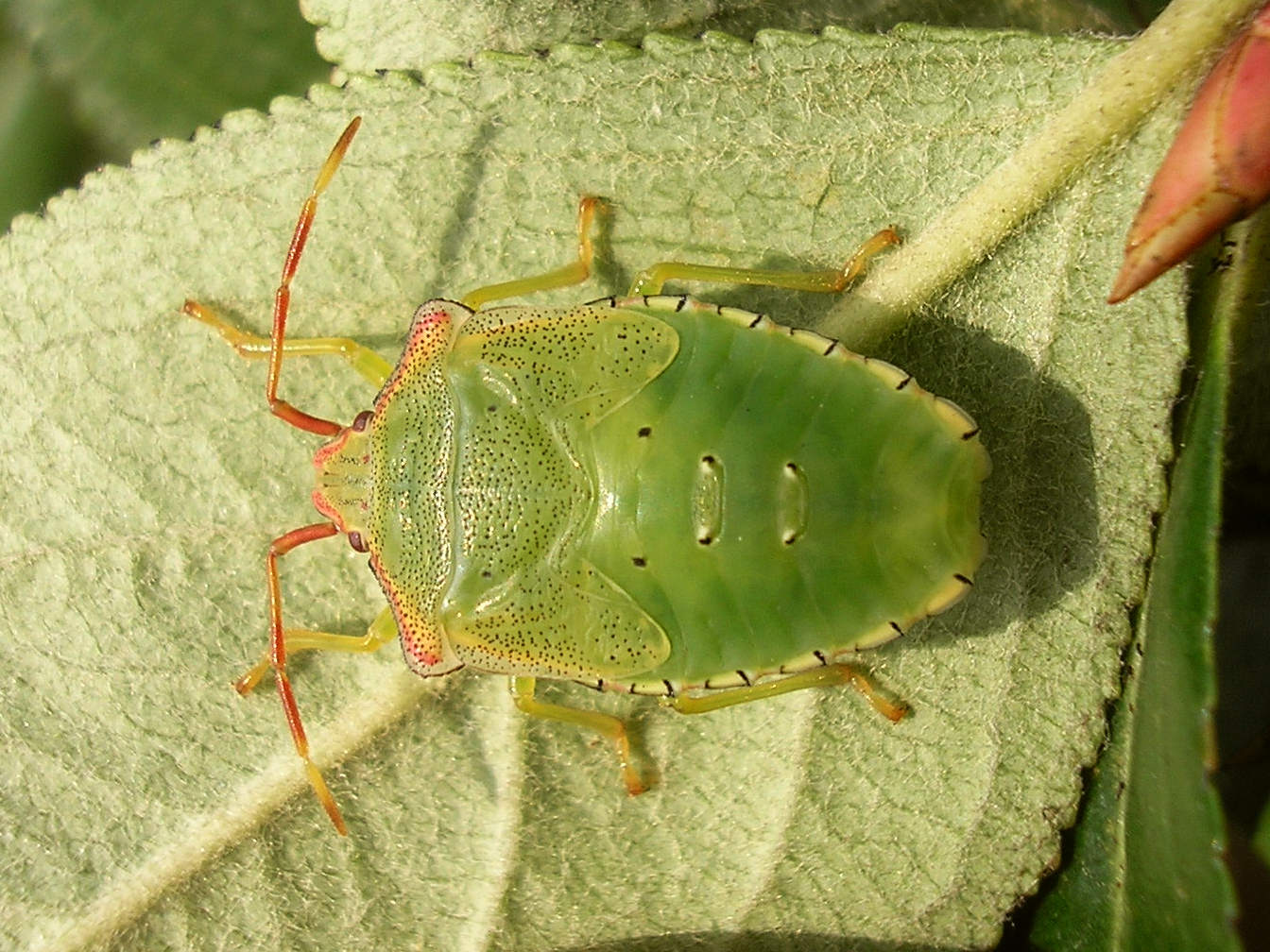
Juvénile, stade V